# بيتر نورمان
بيتر نورمان (بالسويدية: Peter Norman)‏ هو اقتصادي وسياسي سويدي، ولد في 3 أبريل 1958 في السويد. حزبياً، نشط في حزب التجمع المعتدل.